# ژان بیست‌وسوم
پاپ ژان بیست و سوم (به ایتالیایی: Giovanni XXIII، انگلیسی، آوانگاری: Pope Jean XXIII) (۲۵ نوامبر۱۸۸۱ – ۳ ژوئیه ۱۹۶۳) وی به عنوان ۲۶۱ مین پاپ در کلیسای جامع رم انتخاب شد.
در سوم ژوئیه سال ۱۹۶۳ در واتیکان درگذشت. جسد وی نیمه مومیایی است و صورتش با لایه‌ای موم پوشانده شده است. بیش از یک قرن رسم بر این بوده که پاپ‌ها مومیایی شوند، اما پاپ پیوس دهم به این سنت پایان داد.
پاپ ژان بیست و سوم آغازگر شورای دوم واتیکان و اصلاحات در کلیسای کاتولیک بوده است.

## تقدیس

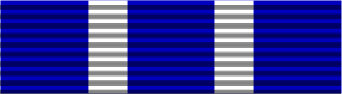
شایستگی نظامی

در مراسم عشای ربانی که یکشنبه هفتم اردیبهشت ۱۳۹۳ (۲۷ آوریل ۲۰۱۴) در واتیکان در فضای باز و با حضور یک میلیون نفر برگزار شد دو پاپ فقید، پاپ ژان پل دوم و پاپ ژان بیست و سوم برای نخستین بار همزمان تقدیس شدند. در این مراسم پاپ فرانسیس و پاپ بندیکت شانزدهم، حدود صد نفر از سران دولت‌ها و حکومت‌ها و چهره‌های برجسته خانواده‌های سلطنتی حضور داشتند. این رخداد در طول دو هزار سالی که از عمر کلیسای کاتولیک می‌گذرد سابقه نداشته است، دو پاپ سابق در مراسمی که دو پاپ در آن حضور داشتند همزمان تقدیس شدند. قدیس شدن روندی طولانی است.

## جستارهای ویژه
- فهرست پاپ‌های کلیسای کاتولیک روم